# Lupinus famelicus
Lupinus famelicus är en ärtväxtart som beskrevs av Charles Piper Smith. Lupinus famelicus ingår i släktet lupiner, och familjen ärtväxter. Inga underarter finns listade i Catalogue of Life.